# Riserva naturale orientata Bosco della Frattona
La riserva naturale orientata Bosco della Frattona è un'area naturale protetta situata nel comune di Imola e istituita nel 1984.
La riserva è contenuta nel più ampio sito di interesse comunitario Bosco della Frattona (IT4050004), che copre quasi 400 ettari .

## Territorio
Il Bosco della Frattona si trova nell'immediata periferia sud-occidentale della città di Imola, in zona pedecollinare. Si estende su una superficie di poco meno di 19 ettari, quasi per intero sulla destra idrografica del rio Correcchio, che ne costituisce un confine naturale, a quote comprese tra 80 e 140 m s.l.m. Non lontano si trova il più conosciuto Parco Tozzoni.

La sua principale caratteristica è quella di essere un "bosco relitto", cioè l'ultima testimonianza della vegetazione che in passato occupava tutta la collina, prima che le coltivazioni prendessero il sopravvento.

## Flora
Il panorama della vegetazione presenta variazioni a seconda di: condizioni locali di esposizione, pendenza dei versanti, spessore e caratteristiche del terreno, umidità, tipo e intensità dell'intervento umano. Nelle aree calde e soleggiate il bosco è dominato dalla Roverella, alla quale si accompagnano con varia frequenza Orniello e Acero campestre. Nel sottobosco sono presenti graminacee, suffrutici (Citiso peloso, Ginestra tintoria, Coronilla, Trifoglio irsuto) e rampicanti (Asparago pungente, Madreselva pelosa). Ai margini, cespugli di Prugnolo, Ligustro e rose selvatiche (tra le quali la sempreverde Rosa di S. Giovanni) costituiscono un’intricata fascia arbustiva. Nei punti più aperti, accanto alla Vescicaria compare qualche raro Cisto femmina (C. salvifolius), abbondano Asparago pungente e Berretta da prete. Nelle aree più fresche, esposte a nord o degradanti verso il torrente, il bosco è ancora dominato dalle querce (Rovere, Roverella, Cerro e ibridi) alle quali si associano Carpino bianco, Pioppo tremulo, Carpino nero e Castagno (quest’ultimo forse di lontana introduzione antropica e senza dubbio allevato per la produzione del frutto) in un popolamento poco vitale, più simile ad una fustaia che ad un ceduo. 
Poco sviluppato, in genere, il piano arbustivo nel quale, accanto a Nocciolo e Sambuco, compare il Nespolo. 

Localmente il sottobosco è tappezzato da dense macchie di Pungitopo con Elleboro, Primula, Dente di Cane, Erba trinità, Anemone dei boschi, viole, Polmonaria e Consolida. Sono abbastanza diffuse, soprattutto ai margini, specie avventizie infestanti quali la Robinia. Degne di nota sono le presenze di Galanthus nivalis, Corydalis cava, Erithronium dens-canis e di alcune orchidee tra le quali Platanthera chloranta.

## Fauna
Sono presenti il Ferro di cavallo minore (Rhinolophus hipposideros) e il Ferro di cavallo maggiore (Rhinolophus ferrumequinum), chirotteri d'interesse comunitario segnalati presso un paio di grotticelle scavate nei sabbioni. Sono presenti anche il Pipistrello del Savi, il Vespertilio smarginato, il Pipistrello albolimbato, il Serotino comune e la Nottola di Leisler. Tra gli Uccelli sono presenti le specie tipiche dei boschi planiziali: la Sterpazzola (Sylvia communis), la Sterpazzolina (Sylvia cantillans), l'Usignolo (Luscinia megarhyncos), il Rigogolo (Oriolus oriolus), il Canapino (Hippolais polyglotta), il Cuculo (Cuculus canorus) e, in particolare, diverse specie di picchi e specie affini: il Torcicollo, il Picchio rosso maggiore, il Picchio verde, il Rampichino, il Picchio muratore, l'Upupa.
I vertebrati minori contano l'Ululone appenninico e il Tritone crestato, entrambi d'interesse comunitario, oltre agli anuri Raganella, Rana agile, Rana verde e Rospo smeraldino e ai rettili Colubro d'Esculapio e al raro Colubro del Riccioli.
Per gli invertebrati, sono presenti la libellula Smeraldo meridionale e i Coleotteri Cerambix cerdo, Lucanus cervus e Pterostico di Bucciarelli, endemismo appenninico.

## Strutture ricettive
Il Centro di educazione ambientale e Centro Visita della Riserva è situato in via Pirandello 12, circa due km al di fuori dei confini del parco, in direzione del centro cittadino.